# Liste der ÖKOLOG-Schulen in Kärnten
Diese Liste enthält alle ÖKOLOG-Schulen in Kärnten.

## Volksschule
| Schule                                                 | Adresse                                        | ÖKOLOG-Schule seit | Nachhaltigkeit im Leitbild der Schule | Quelle     |
| ------------------------------------------------------ | ---------------------------------------------- | ------------------ | ------------------------------------- | ---------- |
| Regenbogenschule VS 9 Fellach                          | Hafnerstraße 7 9500 Villach                    | 8. November 2007   | Ja                                    | oekolog.at |
| Sonnenschule Volksschule Seeboden                      | Schulallee 9 9871 Seeboden                     | 9. November 2010   | Ja                                    | oekolog.at |
| VS - Sattendorf                                        | Dorfstraße 20 9521 Sattendorf                  | 17. Oktober 2017   |                                       | oekolog.at |
| VS - SÖRG                                              | Sörg 20 9556 Liebenfels                        | 6. Oktober 2011    | Ja                                    | oekolog.at |
| VS 11 Maria Gail                                       | Abstimmungsstraße 128 9500 Villach             | 21. März 2017      |                                       | oekolog.at |
| VS 22 Ponfeld                                          | Ponfeldstraße 91 9061 Wölfnitz                 | 8. Oktober 2014    | Ja                                    | oekolog.at |
| VS Hohenthurn                                          | Achomitz 33 9613 Feistritz/Gail                | 31. Oktober 2017   |                                       | oekolog.at |
| VS Keutschach                                          | Keutschach 21 9074 Keutschach                  | 17. Juni 2015      |                                       | oekolog.at |
| VS Millstatt am See - Anna Gasser                      | Obermillstatt 124 9872 Millstatt               | 16. August 2010    | Ja                                    | oekolog.at |
| VS St. Andrä                                           | St. Andrä 86 9433 St. Andrä                    | 2. Oktober 2013    | Ja                                    | oekolog.at |
| VS Velden/LŠ Vrba                                      | Bäckerteichstr. 8 9220 Velden                  | 21. März 2023      |                                       | oekolog.at |
| VSGT-Hörzendorf                                        | Unterbergen 3A 9300 St. Veit an der Glan       | 25. Februar 2020   | Ja                                    | oekolog.at |
| Volksschule 23 Klagenfurt-Wölfnitz                     | Römerweg 36 9061 Klagenfurt-Wölfnitz           | 2. März 2004       | Ja                                    | oekolog.at |
| Volksschule 8 Klagenfurt Dr. Karl Renner Schule        | Ebentaler Str. 24 9020 Klagenfurt              | 9. Mai 2022        |                                       | oekolog.at |
| Volksschule Dellach im Drautal                         | Dellach im Drautal 166 9772 Dellach im Drautal | 28. April 2006     | Ja                                    | oekolog.at |
| Volksschule Fresach                                    | Dorfstraße 31 9712 Fresach                     | 3. Mai 2005        | Ja                                    | oekolog.at |
| Volksschule Irschen                                    | Irschen 18 9773 Irschen                        | 15. Oktober 2009   | Ja                                    | oekolog.at |
| Volksschule Klein St. Veit                             | Klein St. Veit 7 9371 Brückl                   | 5. Dezember 2005   | Ja                                    | oekolog.at |
| Volksschule Kötschach-Mauthen                          | Kötschach 124 9640 Kötschach-Mauthen           | 12. Mai 2009       |                                       | oekolog.at |
| Volksschule Maria Rojach                               | Maria Rojach 21 9422 Maria Rojach              | 4. September 2007  | Ja                                    | oekolog.at |
| Volksschule Molzbichl ÖKOLOG - Schule                  | Molzbichl 20 9701 Rothenthurn                  | 2. Dezember 2019   | Ja                                    | oekolog.at |
| Volksschule Rangersdorf Ökolog und Umweltzeichenschule | Rangersdorf 55 9833 Rangersdorf                | 19. Dezember 2005  | Ja                                    | oekolog.at |
| Volksschule St. Stefan                                 | Hauptstraße 44 9431 St. Stefan                 | 27. Juni 2001      | Ja                                    | oekolog.at |
| Volksschule St. Veit an der Glan                       | Schillerplatz 4 9300 St.Veit a.d.Glan          | 15. Dezember 2006  |                                       | oekolog.at |
| Volksschule Trebesing                                  | Trebesing 25 9852 Trebesing                    | 13. Dezember 2005  | Ja                                    | oekolog.at |
| Volksschule West Spittal an der Drau                   | Lutherstrasse 9 9800 Spittal a.d.Drau          | 13. Dezember 2005  | Ja                                    | oekolog.at |

## Mittelschule
| Schule                                                          | Adresse                                      | ÖKOLOG-Schule seit | Nachhaltigkeit im Leitbild der Schule | Quelle     |
| --------------------------------------------------------------- | -------------------------------------------- | ------------------ | ------------------------------------- | ---------- |
| Adventistische Privatschule Klagenfurt                          | Ebenthaler Straße 22 9020 Klagenfurt         | 22. Juli 2019      | Ja                                    | oekolog.at |
| MS Gegendtal-Treffen                                            | Gerlitzenstraße 26 9521 Treffen              | 18. März 2015      |                                       | oekolog.at |
| MS Griffen                                                      | Schulweg 9 9112 Griffen                      | 18. Dezember 2017  | Ja                                    | oekolog.at |
| Mittelschule Nötsch - Naturparkschule                           | Saak 77 9611 Nötsch                          | 19. Dezember 2005  | Ja                                    | oekolog.at |
| Mittelschule Spittal                                            | Dr. Arthur-Lemisch Platz 1 9800 Spittal/Drau | 28. Februar 2003   | Ja                                    | oekolog.at |
| Mittelschule St. Peter                                          | Ebentalerstraße 26 9020 Klagenfurt           | 18. April 2018     | Ja                                    | oekolog.at |
| Mittelschule Völkermarkt                                        | J.H. Pestalozzi-Straße 4/1 9100 Völkermarkt  | 2. August 2004     | Ja                                    | oekolog.at |
| Mittelschule Wölfnitz                                           | Römerweg 38 9061 Wölfnitz                    | 6. Mai 2010        | Ja                                    | oekolog.at |
| Musikmittelschule Gmünd/Kärnten                                 | Hauptplatz 1 9853 Gmünd                      | 26. März 2009      | Ja                                    | oekolog.at |
| Musikmittelschule Seeboden                                      | Schulweg 6 9871 Seeboden                     | 19. Dezember 2005  | Ja                                    | oekolog.at |
| Nationalparkmittelschule Winklern                               | Winklern 80 9841 Winklern                    | 22. Oktober 2007   | Ja                                    | oekolog.at |
| Praxisschule Verbundmodell Mittelschule - Campus Hubertusstraße | Hubertusstraße 1 9020 Klagenfurt             | 3. April 2017      |                                       | oekolog.at |
| SMS Villach Lind                                                | Rudolf-Kattnigg-Straße 4 9500 Villach        | 5. Dezember 2016   |                                       | oekolog.at |
| Schulverbund Lurnfeld                                           | Mölltalstraße 75 9813 Möllbrücke             | 30. Juni 2008      | Ja                                    | oekolog.at |

## Allgemein bildende höhere Schule
| Schule                                                                 | Adresse                                          | ÖKOLOG-Schule seit | Nachhaltigkeit im Leitbild der Schule | Quelle     |
| ---------------------------------------------------------------------- | ------------------------------------------------ | ------------------ | ------------------------------------- | ---------- |
| Ingeborg-Bachmann-Gymnasium                                            | Ingeborg-Bachmann-Platz 1 9020 Klagenfurt        | 28. November 2017  | Ja                                    | oekolog.at |
| BG/BRG Lerchenfeld                                                     | Lerchenfeldstraße 22 9020 Klagenfurt             | 16. Januar 2020    |                                       | oekolog.at |
| BG/BRG St.Veit                                                         | Dr.Arthur-Lemisch-Str. 15 9300 St.Veit a.d. Glan | 13. Januar 2014    |                                       | oekolog.at |
| BORG Hermagor                                                          | 10. Oktoberstrasse 9 9620 Hermagor               | 20. September 2021 | Ja                                    | oekolog.at |
| BRG-Viktring                                                           | Stift-Viktring-Straße 25 9073 Viktring           | 31. Oktober 2017   | Ja                                    | oekolog.at |
| Europagymnasium Klagenfurt                                             | Völkermarkter Ring 27 9020 Klagenfurt            | 28. Oktober 2019   |                                       | oekolog.at |
| Öffentliches Stiftsgymnasium der Benediktiner in St. Paul im Lavanttal | Gymnasiumweg 5 9470 St. Paul im Lavanttal        | 10. Januar 2023    | Ja                                    | oekolog.at |

## Berufsbildende Schule
| Schule                                                                  | Adresse                               | ÖKOLOG-Schule seit | Nachhaltigkeit im Leitbild der Schule | Quelle     |
| ----------------------------------------------------------------------- | ------------------------------------- | ------------------ | ------------------------------------- | ---------- |
| BAfEP Kärnten                                                           | Hubertusstraße 1 9020 Klagenfurt      | 7. Februar 2023    | Ja                                    | oekolog.at |
| Centrum Humanberuflicher Schulen                                        | Richard Wagner Straße 8 9500 Villach  | 1. März 2021       |                                       | oekolog.at |
| Fachberufsschule Völkermarkt                                            | Hans-Kudlich-Weg 17 9100 Völkermarkt  | 6. Juni 2012       |                                       | oekolog.at |
| HBLA Pitzelstätten                                                      | Glantalstraße 59 9061 Wölfnitz        | 5. Mai 2008        | Ja                                    | oekolog.at |
| HTL Wolfsberg                                                           | Gartenstraße 1 9400 Wolfsberg         | 18. Oktober 2021   | Ja                                    | oekolog.at |
| HTL1 Klagenfurt                                                         | Lastenstraße 1 9020 Klagenfurt        | 21. März 2017      | Ja                                    | oekolog.at |
| Höhere Lehranstalt für Wirtschaft & Mode, Klagenfurt (WI’MO Klagenfurt) | Fromillerstraße 15 9020 Klagenfurt    | 15. Oktober 2019   |                                       | oekolog.at |
| Höhere Lehranstalt für wirtschaftliche Berufe                           | Zernattostraße 2 9800 Spittal/Drau    | 10. Oktober 2012   |                                       | oekolog.at |
| Landwirtschaftliche Fachschule Litzlhof                                 | Litzlhof 1 9811 Lendorf               | 2. Dezember 2019   |                                       | oekolog.at |
| SOB Waiern                                                              | Sparkassenstraße 1 9560 Feldkirchen   | 29. Oktober 2019   | Ja                                    | oekolog.at |
| Zweisprachige Bundeshandelsakademie Klagenfurt                          | Prof.-Janežic-Platz 1 9020 Klagenfurt | 19. Oktober 2017   | Ja                                    | oekolog.at |

## Pädagogische Hochschule
| Schule                                                     | Adresse                          | ÖKOLOG-Schule seit | Nachhaltigkeit im Leitbild der Schule | Quelle     |
| ---------------------------------------------------------- | -------------------------------- | ------------------ | ------------------------------------- | ---------- |
| Pädagogische Hochschule Kärnten - Viktor Frankl Hochschule | Hubertusstraße 1 9020 Klagenfurt | 30. Oktober 2014   |                                       | oekolog.at |

## Sonstige Schulform
| Schule                                             | Adresse                             | ÖKOLOG-Schule seit | Nachhaltigkeit im Leitbild der Schule | Quelle     |
| -------------------------------------------------- | ----------------------------------- | ------------------ | ------------------------------------- | ---------- |
| PTS Spittal/Drau                                   | Dr. Arthur-Lemischpl.3 9800 Spittal | 11. Januar 2013    |                                       | oekolog.at |
| Sonderschule für Schüler mit erhöhtem Förderbedarf | Seebachstr. 6 9871 Seeboden         | 13. Dezember 2005  | Ja                                    | oekolog.at |
| Waldorfschule                                      | Wilsonstraße 11 9020 Klagenfurt     | 21. Januar 2019    | Ja                                    | oekolog.at |

Stand: 5/2023